# 格洛德
格洛德是北欧神话中的一位神話人物。她是洛吉的妻子，与洛吉育有两个女儿。由於她是洛吉的妻子，她和她兩個女兒有时也會被认为是女神。而且由於名字相似，格洛德還會被誤認為是洛基的妻子。